# Даниэль, Эрберт
Эрберт Эустакио де Карвалью (порт. Herbert Eustáquio de Carvalho), также известный как Эрберт Даниэль (порт. Herbert Daniel, 14 декабря 1946 — 29 марта 1992) — бразильский писатель, социолог, журналист и партизан, участвовавший в вооружённом сопротивлении военной диктатуре, правившей в Бразилии с 1964 по 1985 год.

## Жизнь
Герберт Даниэль родился под именем Герберт Эустакио де Карвалью в 1946 году в Белу-Оризонти, Бразилия. Он изучал медицину в Федеральном университете Минас-Жерайса, но не окончил его. Приняв тайный псевдоним Даниэль, он воевал как партизан против бразильского правительства в годы военной диктатуры, присоединившись к военизированным организациям Organização Revolucionária Marxista Política Operária (POLOP), Comando de Libertação Nacional (COLINA), Vanguarda Armada Revolucionária Palmares и Vanguarda Popular Revolucionária (VPR). По словам его соратника Альфреду Сиркиса, Даниэль какое-то время был интеллектуальным лидером геваристской VPR. Как член этой организации, Даниэль участвовал в похищении немецкого посла Эренфрида фон Холлебена в июне 1970 года и швейцарского посла Джованни Бухера в декабре 1970 года. Карлуш Ламарка, который также участвовал в похищении швейцарского посла, объединил усилия с ним, чтобы основать партизанские отряды в Вале-ду-Рибейра в 1969 году.
Даниэль был одним из немногих участников вооружённого сопротивления, избежавших тюрьмы и пыток со стороны режима. Он сам уехал в 1974 году, переехав жить к своему партнёру в Португалию, где он вернулся к изучению медицины, и во Францию, где он работал журналистом. Он был последним эмигрантом времен военного режима, которого помиловали. Эрберт вернулся в Бразилию в 1981 году, после того как в стране начался процесс редемократизации. Даниэль стал активным членом Партии трудящихся, а затем участвовал в основании Зелёной партии Бразилии вместе с другими диссидентами Партии трудящихся.
Он на протяжении всей жизни был активистом защиты окружающей среды и прав ЛГБТ — у него самого были 20-летние отношения с художником-графиком Клаудио Мескитой.
Даниэль написал несколько книг, в том числе Passagem para o Próximo Sonho, Meu Corpo Daria um Romance и Vida antes da Morte.
Он умер в 1992 году в Рио-де-Жанейро от осложнений, вызванных СПИДом.
Аналитический центр Зелёной партии назван Fundação Verde Herbert Daniel в его честь.